# 溝渕俊介
溝渕 俊介（みぞぶち しゅんすけ、1985年10月15日 - ）は、日本のミュージカル俳優、MC、通訳、歌手、元商社マン。
神奈川県出身。慶應義塾湘南藤沢中等部・高等部、慶應義塾大学経済学部卒業。
NY Stella Adler Studio of ActingにおいてMusical Theatre Intensive修了。

## 人物・来歴
幼少期の7年間をハワイで過ごしたため、英語はネイティブレベルで、TOEICは満点。
夏は好きだが冬や雪は苦手を通り越して、嫌いのレベル。
3歳から母に宝塚に連れて行ってもらったことが俳優人生の原点となる。
慶應義塾大学経済学部在学中よりミュージカル俳優を目指し、在学中にデビュー。
その後2年間の総合商社（丸紅）勤務を経て俳優活動を活動再開。
趣味は観劇、ダンス、ボイストレーニング、掃除、洗濯。
ミュージカルヲタを自認している。
ハワイの小学校において、性教育の一環として体臭の授業があり、エチケットで配られたデオドラントから香りに興味を持った。今は9種の香水の中から気分に合わせて使い分けている。
MCとしては、キャストがメインなので、変に邪魔をしないように、そしてキャストと観客との橋渡しをスムーズにできるように心がけている。
イギリスのロックバンド「コールドプレイ」のライブに行くことが、死ぬまでにやりたいことリストに入るくらいのコールドプレイファン。
2日で1瓶を空けてしまうくらいのオリーブ好き。

## 出演

### 舞台
- ミュージカル『ウェディング・シンガー』（2008年）
- ミュージカル『ハロー・ドーリー！』(2012年)
- ミュージカル『パルレ』（2012年） マイケル役
- ミュージカル『二都物語』（2013年）
- ミュージカル『ザ・オダサク』 （2014年）
- ミュージカル『Violet』（2016年） フリック役／モンティ役
- 音楽劇『君よ 生きて』 （2014－17年）日高役／敏郎役
- 音楽劇『Little Tree』 （2016－19年）太陽役
- ミュージカル『レ・ミゼラブル』 （2017年）バマタボア役
- 『ヴァイオリニスト 川井郁子の世界 音がたり』（2018-2019年）
- オリジナルミュージカル『金平糖1.0』（2019年）男 役
- ミュージカル『未完夜半月歌』(2022年)　- 下神陽二 役

### TV
- TBS日曜劇場『ブラックペアン』（2018年）医局員 吉田成彦 役

### MV
- 「SUSHI」 by Maïa Barouh（マイア・バルー）（2021年）

### RADIO
- J-WAVE「ZAPPA」毎週土曜生放送 ナビゲーター
- J-WAVE「POP OF THE WORLD」毎第4土曜ゲスト出演中

## 著作
- ビジネス英語類語使い分け辞典―正しい英語表現が身につく！ （増補改訂版）（2018年）共著